# Пески (Суражский район)
Пески — поселок в Суражском районе Брянской области в составе Овчинского сельского поселения.

## География
Находится в северо-западной части Брянской области на расстоянии менее 2 км на север-северо-запад по прямой от районного центра города Сураж у железнодорожной линии Сураж-Костюковичи.

## История
Известен с 1920-х годов. В середине XX века работал  колхоз «Третий решающий». На карте 1941 года отмечен как поселок с 26 дворами.

## Население
Численность населения: 130 человек (1926), 40 (русские 100 %) в 2002 году, 25 в 2010.